# 完全犯罪クラブ
『完全犯罪クラブ』（かんぜんはんざいクラブ、原題: Murder by Numbers）はバーベット・シュローダー監督によるアメリカのサスペンススリラー映画。2002年公開。
レオポルドとローブによる事件を題材としている。
また、2002年のカンヌ国際映画祭に出品された。

## ストーリー
殺人専門の捜査官であるキャシー・メイウェザーとサム・ケネディーは川のそばの林で女性の死体が発見された事件を担当していた。キャシーは、初めリチャード・ヘイウッドという高校生を怪しいと睨むが、リチャードには強力なアリバイがあった。一方、死体発見現場にあった嘔吐物から、リチャードと同じ高校のジャスティン・ペンデルトンの存在が浮上する。キャシーは、ジャスティンにリチャードと仲が良いか尋ねるが、ジャスティンは仲は良くない、友達じゃないと答える。事件の捜査を進めるキャシーとサムだったが、キャシーはパートナーのサムとそりが合わない。キャシーは周囲の反対を押し切り、単独で執拗なまでに少年たちを追及する。そして捜査を続けたキャシーは、ついに何も接点が無いと思われていた二人の少年リチャードとジャスティンの共犯関係を突き止めるが...。

## キャスト
※括弧内は日本語吹き替え
- キャシー・メイウェザー - サンドラ・ブロック（沢海陽子）
- サム・ケネディ - ベン・チャップリン（相沢まさき）
- リチャード・ヘイウッド - ライアン・ゴズリング（桐本琢也）
- ジェスティン・ペンデルトン - マイケル・ピット（石田彰）

高校生。頭はいいが皆から避けられているなど交友関係は狭い。
- リサ・ミルズ - アグネス・ブルックナー（小林沙苗）
- レイ・フェザース - クリス・ペン（遠藤純一）
- ロッド・コーディ - R・D・コール（廣田行生）
- スワンソン アル・- トム・ベリカ（諸角憲一）